# El fantasma del convento
El fantasma del convento es una película de terror sobrenatural mexicana de 1934, dirigida por Fernando de Fuentes, a partir de un guion que coescribió con Jorge Pezet y Juan Bustillo Oro. Está protagonizada por Marta Ruel, Enrique del Campo, Carlos Villatoro, Paco Martínez, José Ignacio Rocha, y Victorio Blanco. 
En 2019, durante el Festival Internacional de Cine de Morelia (FCIM), se proyecto una versión restaurada de la cinta. Esta edición fue realizada por el Archivo Permanencia Voluntaria de Tepoztlán a cargo de su fundadora, Vivian García, y Hugo Villa, director de la filmoteca de la Universidad Autónoma de México (UNAM).

## Argumento
Cristina, es la esposa de Eduardo, quien trata de seducir a su amigo Alfonso. Una noche, tienen un accidente y se encuentran perdidos. Un misterioso sujeto y su perro les señala que pueden refugiarse en un monasterio de las cercanías en el que moran los monjes enclaustrados de la Orden del Silencio. Durante una comida, el viejo padre superior les cuenta la historia de un monje que sedujo a la esposa de un amigo vendiéndole su alma al diablo. Cuando murió, el monje no pudo encontrar la paz en la muerte y regresó como espíritu a su celda maldita. Alfonso, a punto de ceder a la seducción de Cristina, encuentra la fatídica celda y entra en ella. El cadáver momificado del monje pecaminoso hace un gesto hacia un libro lleno de sangre y cuando el cadáver de Eduardo también se le aparece, Alfonso se pone a delirar. Cuando se despiertan, el trío descubre que el monasterio ha estado en ruinas durante muchos años y la cripta con el monje momificado se había convertido en una atracción turística, descubren también que los monjes que los cobijaron estaban muertos.

## Reparto
- Marta Ruel como Cristina
- Enrique del Campo como Alfonso
- Carlos Villatoro como Eduardo
- Paco Martínez como padre Prior
- José Ignacio Rocha como conserje
- Victorio Blanco como monje Maldito

### Con personajes desconocidos
- Francisco Lugo
- Beltrán de Heredia
- Agustín González

## Producción
El fantasma del convento fue coescrita y producida por Jorge Pezet, y dirigido por Fernando de Fuentes. El desarrollo y la producción de la película comenzaron en 1933. Tras el éxito de La Llorona, que se basó en el espíritu legendario del mismo nombre y escrita por el director Fuentes, los realizadores rápidamente decidieron seguir con el éxito de las películas de terror. La idea para la película fue del productor Jorge Pezet. Pezet había desarrollado recientemente una fascinación por las momias disecadas que se exhiben en el Museo del Carmen de México. Decidido a usarlas para una película, Pezet, junto con el director Fuentes y Juan Bustillo Oro, desarrollaron un guion que mostraba a tres jóvenes adultos que se ven obligados a pasar la noche en un monasterio solo para descubrir que sus anfitriones eran miembros de los muertos vivientes. La filmación tuvo lugar en un monasterio de Tepotzotlán.

## Recepción
En su sitio web Fantastic Movie Musings and Ramblings, Dave Sindelar la describió como «una de las mejores películas de terror mexicanas», y elogió su sorprendente imagen y uso de sonido.